# Bory Jenő
Bory Jenő (Székesfehérvár, 1879. november 9. – Székesfehérvár, 1959. december 20.) magyar építészmérnök, szobrász- és festőművész, egyetemi tanár, 1943-tól 1945-ig a Magyar Képzőművészeti Egyetem rektora. Leghíresebb alkotása a „magyar Tádzs Mahal”-ként emlegetett székesfehérvári Bory-vár. Felesége Komócsin Ilona (1885–1974) festőművész volt.

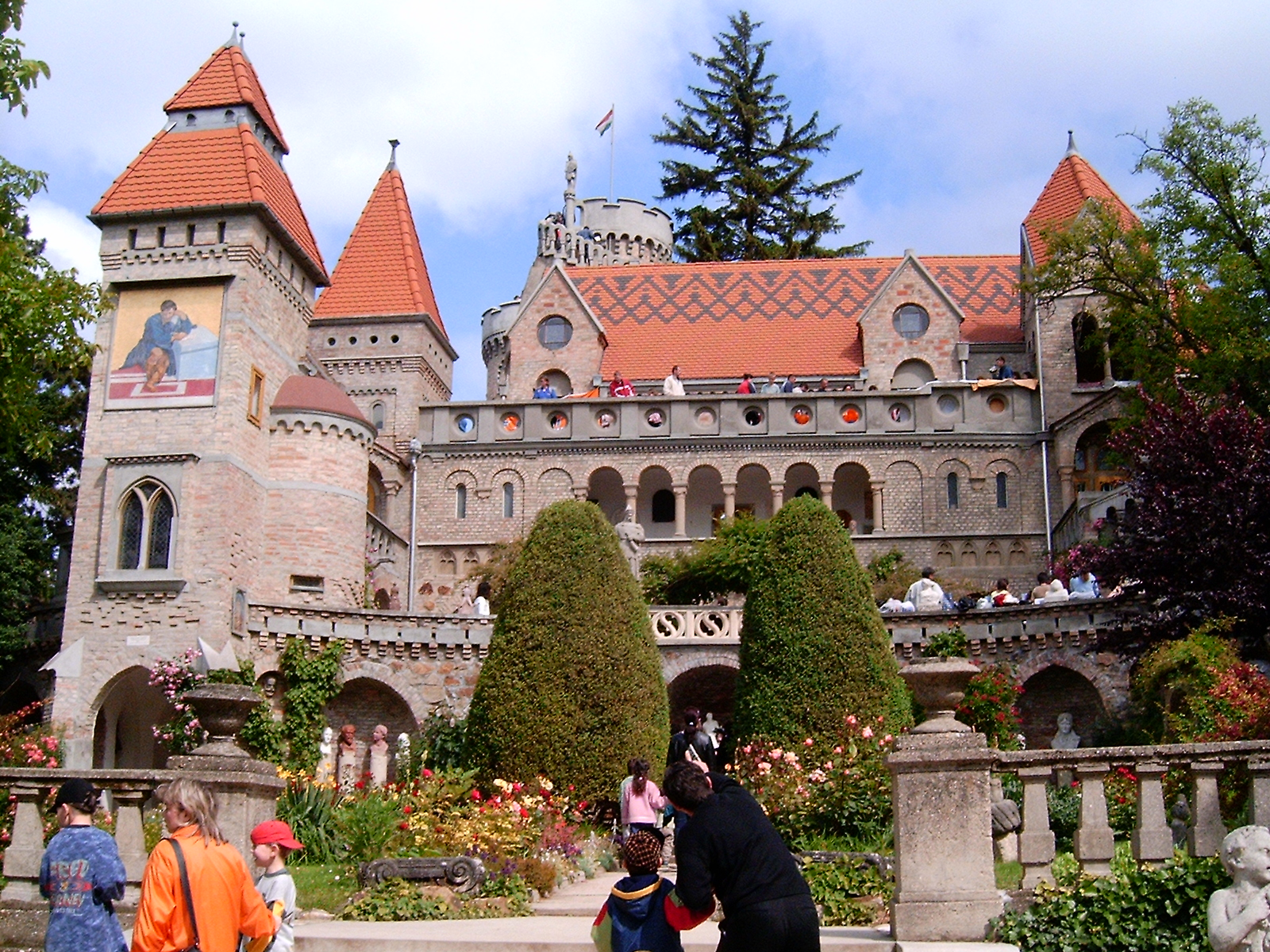
A Bory-vár Székesfehérvárott

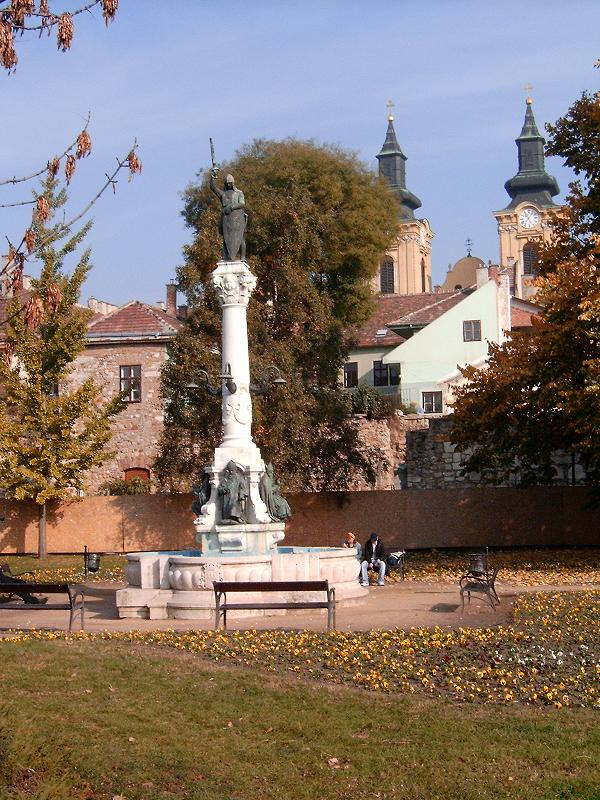
A Püspökkút a székesfehérvári Várfal parkban (Részletképek: 1, 2, 3, 4)

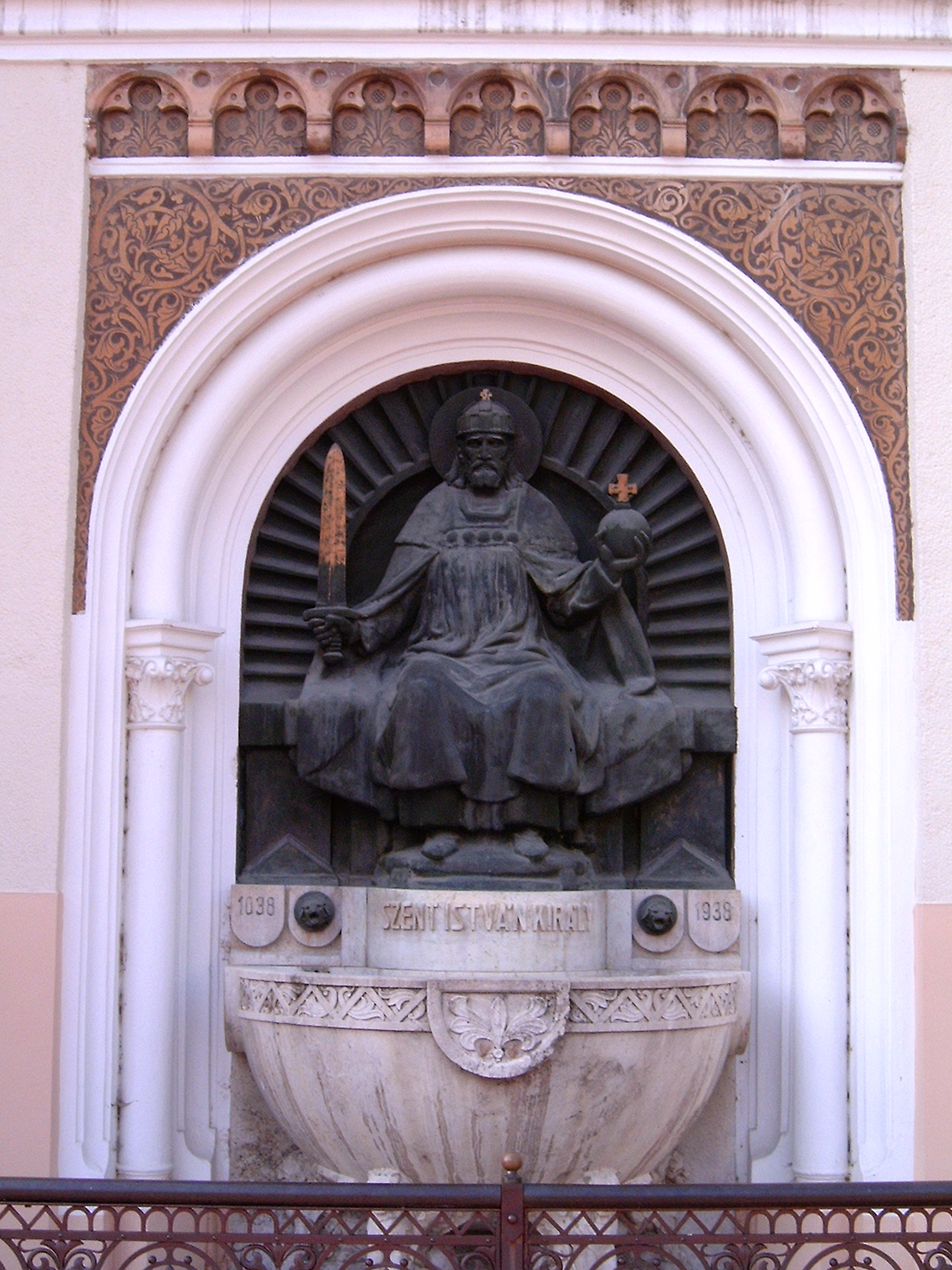
Szent István-kút, Kaposvár

## Élete
Édesapja, Bory József géplakatos mester volt, aki hét gyermeket nevelt föl. Bory Jenő szülővárosa ösztöndíjasaként végezte egyetemi tanulmányait Budapesten. 1903-ban szerzett építészmérnöki oklevelet, majd beiratkozott a Képzőművészeti Főiskolára. Szobrásznövendék lett Strobl Alajos mellett, festészetet pedig Székely Bertalannál tanult. Két évig volt tanulmányúton Németországban és Olaszországban, ahol többek között kitanulta a márványszobor-készítést is.
Feleségével, Komócsin Ilonával Székely Bertalan tanítványaként ismerkedett meg. A lány ekkor Szeged város ösztöndíjasaként végezte a főiskolát. Művészi pályája alatt portrékat és virágcsendéleteket festett.
1911-től 1946-ig a Képzőművészeti Főiskola tanára volt, emellett 1921–1944 között a Műszaki Egyetemen is tanított. 1943-1945 között a Képzőművészeti Főiskola rektori feladatait látta el.
Az első világháború során katonaként Szarajevóban művészeti alkotásokra kapott megbízást, amelyekért a király a Ferenc József-rend lovagkeresztjével tüntette ki.
1906–1944 között 185 szoborművét állította ki főleg Székesfehérvárott és Budapesten gyűjteményes kiállításain. Több hazai és külföldi elismerést kapott.
1959. december 20-án halt meg otthonában, a Bory-várban. Ott is ravatalozták föl, majd a Csutora temetőben helyezték örök nyugalomra.

## A Bory-vár
A híres székesfehérvári Bory-vár Bory Jenő és felesége közös művészi alkotása, melyet saját elgondolásaik és terveik alapján, két kezük munkájaként hoztak létre. Ezzel emeltek emléket művészi álmaiknak, a munka- és a hitvesi szeretetnek. 1923-tól körülbelül 41 éven át építették a várat, amelyet Jenő szobrai és Ilona festményei díszítenek.
A vár építőanyaga beton és vasbeton, hiszen Bory Jenőt – kutatóként és szakemberként – főleg a beton széles körű alkalmazása foglalkoztatta. A vár kertjében saját szobrait helyezte el, míg a műteremben felesége festményei mellett más neves művészek képei is láthatók. Műalkotásaik az ország minden pontján fellelhetők, egyes eredeti gipszmodellek pedig a vár oszlopos udvarának árkádjai alatt. A vár ma is látogatható, a törvényes örökösök tulajdonaként.

## A Bory-váron kívüli alkotásai
A következő alkotásait láthatjuk a Bory-váron és az ott található szobrokon kívül:

### Székesfehérvárott
- Jézus Szíve-templom
- Püspökkút
- A kelő napsugár (szobor)
- A Zichy liget kerámiavázái
- A 17. honvéd gyalogezred emlékműve
- Huszár születik (szobor)
- Turulmadár, Trianon-emlékmű
- Szárcsás gyermek
- Szűz Mária-szobor, Szent István-bazilika
- Szovjet katonai temető szobrai
- Kuthy József-emléktábla
- Kossuth és Petőfi (relief)
- Borsányi Ilonka síremléke – Térdelő angyal
- A Janny család síremléke
- Szent Bernát-szobor
- Töviskoszorús Krisztus (szobor)
- Árpád-házi Boldog Margit (szobor)
- Anya gyermekével (szobor)
- Erőművi munkások emlékműve
- Szent György-kút
- Ybl Miklós (dombormű)
- Közgazdász-hallgatók hősi emlékműve
- Dr. Goldziher Ignác (dombormű)
- Az Ybl Miklós Reáliskola diákhőseinek emlékműve
- A 69-es gyalogezred emlékműve

### Országszerte
- Szent István-kút, Kaposvár főterén, a Nagyboldogasszony-templom oldalában
- Földgömb, Budapest, Postapalota, Sándy köz[4]

### Külföldön
- Ferenc Ferdinánd-emlékmű (Szarajevó, Bosznia-Hercegovina)